# Cmentarz żydowski w Połczynie-Zdroju
Cmentarz żydowski w Połczynie-Zdroju – został założony w XVIII wieku, co sugeruje zamieszkiwanie w Połczynie w połowie tego stulecia żydowskiego grabarza. Ulokowano go przy drodze do Świdwina, w odległości około 1,5 km na północ od miasta, pomiędzy torami kolejowymi prowadzącymi do Złocieńca i do Świdwina. Zajmował powierzchnię 0,3 ha. 
Wcześniejszy cmentarz żydowski mieścił się na wzgórzu, na tyłach dzisiejszego hotelu „Polanin”. Gdy na początku XX wieku właściciel browaru (obecnego Browaru Połczyn-Zdrój) zbudował drogę, by ułatwić transport surowców do browaru, przebijając się przez wzgórze, cmentarz żydowski został podzielony na dwie części. Dziś prawie nie ma po nim śladu. 
Gmina żydowska w Połczynie należała do większych na Pomorzu Zachodnim. W 2. połowie XVIII wieku w mieście żyło około 30 wyznawców judaizmu, sto lat później już ponad 200, a na początku XX wieku nadal było ich ponad 100. Do połowy lat 30. XX wieku pochowano około 250 osób. Kirkut został zdewastowany podczas nocy kryształowej (9/10 listopada 1938). Nie uległ całkowitej dewastacji w okresie III Rzeszy. Ostateczna zagłada cmentarza i prawie wszystkich zachowanych nagrobków nastąpiła po wojnie. W 1970 roku zburzony został mur okalający cmentarz, a macewy sprzedano. Do początku lat 90. XX wieku zachowało się siedem nagrobków pochodzących z XIX wieku. Ostatni nagrobek z piaskowca został zniszczony na początku lat 90. XX wieku. Do czasów obecnych na terenie cmentarza znajdują się fragmenty rozbitych nagrobków oraz kilka wykopanych rowów przez miejscową ludność poszukującą mitycznego tzw. żydowskiego złota. W 1998 roku teren cmentarza został uporządkowany i oznakowany. Jego istnienie potwierdzają drzewa, którymi był obsadzony i tablica informacyjna.